# Simon Allemeersch
Simon Allemeersch (1980) is een Belgische theatermaker. Hij maakte onder andere de theaterfilm Screen met Rudy Trouvé.

## Biografie
Allemeersch studeerde Germaanse Talen aan de KU Leuven. Tijdens zijn derde jaar sloot hij zich aan bij het gezelschap Germaniatoneel. Daarna volgde hij de regieopleiding aan het RITCS in Brussel. Hij werkte tijdens die studie mee aan projecten van het Nieuwpoorttheater, de Unie der Zorgelozen en Kaaitheater.
Zijn eindwerk, Marre de boire, won in 2006 de prijs voor Jong Theater op Theater Aan Zee. De voorstelling was bedoeld voor volwassenen, maar werd later aangepast en ook geprogrammeerd voor kinderen.
Allemeersch maakte verschillende theatervoorstellingen met het collectief Lucinda Ra, dat hij vormde met Barbara Claes, Stefanie Claes, Sofie Van der linden, Mario Debaene, Giovanni Barcella, Jeroen Van Herzeele en Brigitte Mys. Ze maakten onder andere Het Fioretti Project (2015), met de kinderafdeling van het psychiatrisch centrum Dr. Guislain in Gent, Akaaremoertoe Bahikoeroe (2016), Euthanasie met Barbara en Stefanie (2016) en GRONDWERK (2018). Hij maakte ook voorstellingen met Michiel Soete en Bas Devos (Animals Ago en Burning Man) en Enkidu Khaled (Dreams of Environment). Voor Scheld’apen in Antwerpen maakte hij There’s a little café in disneyland met Nicolas Delalieux en stadion scheld’apen met Jozef Wouters. Hij werkte voor zijn projecten ook met organisaties van buiten de theaterwereld, zoals bewoners van een wijk of sociale organisaties.
In 2010 ging hij in een van de sociale woonblokken in de Rabotwijk in Gent wonen, die een rode draad in zijn werk werden. De sloop van deze woontorens werd aangekondigd, waarna hij van 2010 tot 2014 enkele bewoners ging volgen. Rabot 4-358 werd een documentaire voorstelling, expo en boek. Ze ging in première in 2014 en wordt nog steeds vertoond aan woningmaatschappijen, studenten architectuur, architectuurstichtingen of organisaties zoals de Vereniging van Vlaamse Steden en Gemeenten of de Vlaamse Maatschappij voor Sociale Woningen. Voor Rabot 2 (2020) ging Allemeersch de mensen waarmee hij toen samenwerkte opzoeken. Vanuit individuele getuigenissen zoomde hij uit naar een groter verhaal over private en publieke rijkdom. Het werd een "subjectieve documentaire", waarin hij livegeluid, documentatie, muziek, theater en videobeelden gebruikte.
In 2012 kreeg Het fantastische leven van de heilige sint Christoffel zoals samengevat in twaalf taferelen en drie liederen, een voorstelling die hij maakte met Barbara Claes, Stefanie Claes, Jeroen Van Herzeele en Giovanni Barcella, de Roel Verniersprijs. De voorstelling werd ook geselecteerd voor Het Theaterfestival 2012 en Circuit X.
In 2015 maakte hij De Brievenschrijver, over zijn overgrootvader die tijdens de Eerste Wereldoorlog als vluchteling in Kamp Zeist in Nederland verbleef. Hij werkte er als brievenschrijver voor medegevangenen. Deze voorstelling was een samenwerking met het open kunsthuis Globe Aroma en werd gemaakt met een groep vluchtelingen en bejaarden uit Brussel. Het verhaal van zijn grootvader, die te voet vluchtte voor een oorlog en overleefde in een kamp, werd verweven met input van de deelnemers.
Met muzikant Rudy Trouvé maakte hij de "theaterfilm" Screen (2018). Mauro Pawlowski en Elko Blijweert maakten muziek op het podium, naast acteur Pieter Genard. Warre Borgmans verscheen op een groot videoscherm. Deze voorstelling was een co-productie van Het Nieuwstedelijk, deSingel en ’t Arsenaal. Ze ging in première in deSingel in Antwerpen.
Simon werkt als gastdocent aan het KASK Gent, het RITCS in Brussel en Academie voor Theater en Dans in Amsterdam.

## Voorstellingen
- Bij het vangen van tijgers (2004) - Productie RITCS
- Marre de boire (2004) - van en met Allemeersch en Jean-Pierre Hallet. Productie RITCS
- Een man slaapt (2005) - Productie RITCS
- De bokser en de dood (2007) - van en met Allemeersch, Giovanni Barcella, Nicolas Delalieux. Theater Aan Zee
- Eendagsvliegbijvalavond (2007) - van en met Allemeersch, Nicolas Delalieux, Ewout D'Hoore. Productie RITCS
- Rabot 4-358  (2014) - Co-productie Vooruit, Het Bos[15]
- De Brievenschrijver (2015) - met Globe Aroma[16][17]
- Screen (2018) - Regie Allemeersch en Rudy Trouvé. Met Warre Borgmans, Mauro Pawlowski, Elko Blijweert, Pieter Genard. Productie Het Nieuwstedelijk[18]
- Rabot 2 (2020) - Productie Lucinda Ra. Co-productie Vooruit, deSingel, Frascati, UGent, Het Bos en Cultuur District Antwerpen[19]

## Onderscheidingen
- 2006: Prijs voor Jong Theater op het festival Theater Aan Zee, voor de voorstelling Marre de Boire, zijn eindwerk voor RITCS.